# Rugby - The World Cup
Rugby - The World Cup is een videospel voor de platforms Commodore Amiga. Het spel werd uitgebracht in 1991. 